# Titan 1
Die Titan 1 war das erste von vier Kranschiffen, welche das Gasministerium der UdSSR 1982  bei der Wärtsilä-Werft in Turku, Finnland, in Auftrag gab. Es galt 1984 als größtes Katamaranschiff weltweit. Schwesterschiffe waren die Titan 2 bis 4.

## Technische Daten
Der Antrieb des Schiffes erfolgte dieselelektrisch mit drei Wärtsilä-Dieselmotoren (Typ: 3R32) auf zwei Propellermotoren, 5500 kW, zwei 800 kW starke Bugstrahlruder, zwei drehbare Ruderpropeller. Für die Stromerzeugung zum Antrieb von Kran und Winschen standen Dieselgeneratoren mit insgesamt 2500 kW zur Verfügung.
Die vier Schiffe waren Kranschiffe für Offshore-Arbeiten und mit einem 600 Tonnen-Kran der finnischen Firma Kone ausgerüstet. Dieser Kran war an Backbord auf einer hohen Säule aufgebaut, um möglichst viel Freiraum unter dem Ausleger zu haben. Die Rümpfe des Katamarans wurden einzeln über Binnenwasserstraßen zum Kaspischen Meer geschleppt und dort unter Aufsicht des Werftpersonals zusammengebaut.
Zur Positionierung bei den Offshore-Arbeiten hatte das Schiff zehn Anker von je zehn Tonnen Gewicht. Zur weiteren Ausrüstung gehörten eine Gegenkrängungsanlage, eine Tauchbasis mit Dekompressionskammer, ein Dampfhammer, eine Pfahlbohranlage sowie verschiedene Schweißgeräte. Die Kommandobrücke, die Unterkünfte für 102 Personen und die Hauptmaschinenräume sind im Vorschiff untergebracht.